# József Csermák
József Csermák (Hungría, 14 de febrero de 1932-12 de enero de 2001) fue un atleta húngaro, especialista en la prueba de lanzamiento de martillo en la que llegó a ser campeón olímpico en 1952.

## Carrera deportiva
En los JJ. OO. de Helsinki 1952 ganó la medalla de oro en el lanzamiento de martillo, llegando hasta los 60.34 metros que fue récord del mundo, superando al alemán Karl Storch y a su paisano Imre Németh (bronce con 57.74 metros).